# Franz Bertram (Politiker, 1843)
Franz Ludwig Bertram (* 12. August 1843 in Delitzsch; † September 1888 in Ober-Horka) war Gutsbesitzer und Mitglied des Deutschen Reichstags.

## Leben
Bertram besuchte die Realschule I.Ordnung in Erfurt. Er studierte von 1863 bis 1864 an der Universität Leipzig, wo er Nationalökonomie und Finanzwissenschaft hörte. Die Kriege 1866 und 1870–71 hat er als aktiver Soldat mitgemacht, 1873 wurde er aus dem Militär verabschiedet. Danach war er Landwirt auf seinem Gut in Ober-Horka. Weiter war er Vorsitzender des landwirtschaftlichen Kreisvereins Rothenburg und des landwirthschaftlichen Vereins Neißetal. Bertram hat auch mehrere Abhandlungen über Obstkultur und Obstverwertung in Deutschland geschrieben.
Von 1884 bis 1887 war er Mitglied des Deutschen Reichstags für den Wahlkreis Regierungsbezirk Liegnitz 10 Rothenburg (Oberlausitz), Hoyerswerda und die Deutsche Fortschrittspartei.